# 馬珏
馬珏（?—?），浙江鄞縣人。马幼渔之女。
因馬幼漁在日本東京帝國大學留学而出生在日本东京。1911年随父母回中国，居杭州。考上北京大學政治系，畢業後在上海儿童图书馆工作。馬珏是北大校花，兩度登上《北洋畫報》的封面，人称“马皇后”。鲁迅曾苦戀馬珏，《鲁迅日记》有大量記載其馬珏，共有五十三次之多。1933年，和天津海关关员杨观保结婚，轟動一時，《北洋画报》刊登结婚照。1933年3月13日，李霁野告诉鲁迅，马珏已出嫁，鲁迅心中有所惆怅，日记上記載：“得幼渔告其女珏结婚柬。”
晚年馬珏回忆“我的老师现在健在的有许德珩先生，同学中知道的有朱德之、邓广铭和杨周翰。他们现在都是国家栋梁，而我一无所就，实在惭愧。”